# Горан Стевановић
Горан Стевановић (Сремска Митровица, 27. новембар 1966) српски је фудбалски тренер и бивши фудбалер.

## Играчка каријера
Каријеру је почео у Партизану, клубу у којем је прошао све селекције, од пионира до сениора. Одиграо је укупно 328 утакмица и постигао 79 голова. Два пута је био шампион Југославије (1986, 1987).
Интернационалну каријеру остварио је у Шпанији и Португалу. Наступао је за Осасуну (1991–1993), Фаренсе (1993–1994), Виторију Сетубал (1994–1995), Кампомајоренсе (1995–1996) и Униао да Мадеира (1996–97). Две последње сезоне у каријери (1997–1999) био је играч грчких клубова Верије и Панелефсинијакоса.
Играо је за пионирску, омладинску, младу, олимпијску и А селекцију. Једини меч за сениорску селекцију Југославије одиграо је октобра 1985. против Аустрије (3:0) у Линцу.

## Тренерска каријера
Завршио је Вишу тренерску школу. Тренерску каријеру је почео са млађим категоријама Партизана, а онда био на кратко тренер Чукаричког и Железника.
Од 2003. био је члан стручног штаба ФС СЦГ. Као први помоћник селектора репрезентације СЦГ Илије Петковића изузетно је заслужан за успех селекције СЦГ у квалификацијама за СП 2006. у Немачкој.
У Партизан се враћа као помоћни тренер у јануару 2008. године, а 7. септембра 2009. године је почео самостално да врши функцију шефа стручног штаба, након споразумног раскида са Славишом Јокановићем. Ипак, није успео да оконча сезону на клупи „црно-белих“. У априлу 2010.  након пораза од Војводине (1:3) у полуфиналу купа, јединог који је доживео у домаћим такмичењима за осам месеци колико је водио црно-беле, поднео је неопозиву оставку. Као највеће успехе на клупи Партизана Стевановић је навео победу са играчем мање против Црвене звезде и тријумф против украјинског Шахтјора (1:0) у Лиги Европе, којим су црно-бели прекинули низ од 12 утакмица без победе у континенталним такмичењима.
У јануару 2011. фудбалски савез Гане изабрао је Горана Стевановића за селектора националног тима, као наследника Милована Рајевца. Стевановић је репрезентацију Гане предводио у наредне две године, али је након елиминације Гане у полуфиналу Купа афричких нација од Замбије (0:1), фудбалски савез те земље одлучио да му не понуди продужење уговора. Након репрезентације Гане, радио је у грчким клубовима Верији и Агротикос Астерасу као и у кинеском Ћингдау. У јануару 2020. је постављен за селектора репрезентације Омана.
У октобру 2020. је постављен за тренера Напретка из Крушевца. Само два месеца је провео на клупи крушевачког суперлигаша. Водио је тим на 11 утакмица на којима је имао учинак од четири победе и ремија и три пораза. Напустио је клуб након завршетка јесењег дела сезоне.
Од марта 2022. до априла 2023. године био је селектор младе репрезентације Србије.

## Лични живот
Горанова ћерка је српска одбојкашица Јована Стевановић.

## Трофеји (као играч)
Партизан
- Првенство Југославије (2): 1985/86, 1986/87.
- Куп Југославије (1): 1988/89.
- Суперкуп Југославије (1): 1989.